# Bill Graham (Saxophonist)
Bill Graham (* 8. September 1918 als William Henry Graham in Kansas City, Kansas; † 29. Dezember 1975) war ein US-amerikanischer Alt- und Baritonsaxophonist des Swing und Modern Jazz sowie Musikpädagoge.

## Leben und Wirken
Bill Graham wuchs in Denver auf und studierte dort an der Universität, zwei Jahre am Musikinstitut in Tuskegee und nach der Armee an der Lincoln University. In Denver hatte er ein eigenes Orchester, in dem u. a. Paul Quinichette mitspielte. Er arbeitete bei Count Basie und Ed Wilcox, bevor er zwischen 1946 und 1953 hauptsächlich bei Dizzy Gillespie wirkte. Er begleitete mit dessen Orchester die Sängerin Sarah Vaughan und tourte 1953 durch Europa, wo sie auch im Pariser Salle Pleyel auftraten. Außerdem spielte er in dieser Zeit mit Erskine Hawkins, Herbie Fields und Lucky Millinder. Danach leitete er zwei Jahre eine eigene Formation in New York. Von 1955 bis 1957 spielte er wiederum im Count Basie Orchestra, war an dessen Album "April in Paris" (1956) beteiligt und trat mit ihm 1957 auf dem Newport Jazz Festival auf. 1956/57 wirkte er auch an Aufnahmen von Paul Quinichette mit. Zu Beginn des Jahres 1958 wechselte er ins Duke Ellington Orchestra, wo er bei der Neuaufnahme von "Black, Brown and Beige" (mit Mahalia Jackson) mitspielte. Nach Versuchen mit eigenen Formationen (1958/59) arbeitete er mit Mercer Ellington zusammen, war aber auch im Rhythm-and-Blues-Sektor bei Little Willie John, Joe Williams und Wynonie Harris zu hören. In den 1960er Jahren zog er sich von der Jazzszene weitgehend zurück und war als Musiklehrer in New York tätig.
Sein Grab befindet sich im Long Island National Cemetery
in East Farmingdale, Suffolk County, New York.

## Auswahldiskographie
- Dizzy Gillespie: Pleyel Jazz Concert 1953 (Vogue)
- Paul Quinichette: The Complete Dawn Sessions (Blue Moon, 1956–57)